# Love Minus Zero/No Limit
Love Minus Zero/No Limit (pronuncia Love Minus Zero over No Limit) è un brano musicale composto ed eseguito dal cantautore statunitense Bob Dylan, incluso nell'album Bringing It All Back Home del 1965.

## Il brano
La canzone fu originariamente scritta da Dylan come omaggio alla futura moglie Sara Lownds. Il testo fa uso di immagini surreali, alcune delle quali contengono rimandi al racconto Il corvo di Edgar Allan Poe e al biblico Libro di Daniele. Lo stile delle liriche riecheggia il poema La rosa malata di William Blake.

### Registrazione
La versione del brano contenuta in Bringing It All Back Home venne incisa il 14 gennaio 1965 e prodotta da Tom Wilson. Questa versione fu registrata con l'accompagnamento di una rock band al completo, come per tutti gli altri brani del primo lato dell'album, e contiene una prominente parte di chitarra elettrica suonata da Bruce Langhorne. Tuttavia, come l'altra "atipica" canzone d'amore presente sulla prima facciata, She Belongs to Me, Love Minus Zero/No Limit venne provata in precedenza in diverse versioni acustiche, ed una di esse fu quasi in procinto di essere inclusa nel disco. La registrazione del 13 gennaio 1965 e la prima take del giorno successivo sono state incluse nel 2015 nella versione deluxe a 6 CD di The Bootleg Series Vol. 12: The Cutting Edge 1965-1966.

### Interpretazione
Love Minus Zero/No Limit fu scritta da Dylan come omaggio alla futura moglie Sara Lowndes. Il testo riflette l'atteggiamento di impassibilità zen della ragazza nell'affrontare le avversità. Altro verso celebre della canzone cattura la dicotomia: «She knows there's no success like failure, and that failure's no success at all» ("Sa che non esiste nessun successo come il fallimento e che il fallimento non è affatto un successo").
La prima strofa della canzone descrive l'infatuazione del cantante per una donna, della quale ammira la forza interiore. I restanti versi riflettono il caos che è costretto ad affrontare il narratore, e il senso di pace e rifugio che l'atteggiamento della donna sembra dargli. L'immagine finale dipinge l'amata come un corvo con un'ala spezzata alla finestra, metafora della vulnerabilità della donna a dispetto della sua forza.
Alcune immagini presenti nel testo della canzone evocano profezie del biblico Libro di Daniele. Per esempio, la strofa:
«Statues made of matchsticks
Crumble into one another»
cita la profezia di Daniele che Nabucodonosor II avrebbe costruito una statua fatta di metalli preziosi solo per vederla crollare come fosse argilla. Altra strofa recita: «Draw conclusions on the wall», dove il Libro di Daniele racconta che una scritta su un muro recante le parole "MENE MENE TEKEL UPHARSIN" sarebbe stato l'avvertimento che il nuovo regno di Babilonia era in procinto di cadere.
Il titolo di lavorazione del brano era Dime Store, tratto dal verso: «In the dime stores and bus stations... ». Il titolo ufficiale Love Minus Zero/No Limit è, secondo Dylan stesso, una frazione avente "Love Minus Zero" al numeratore e "No Limit" al denominatore. La corretta pronuncia del titolo è "Love Minus Zero over No Limit". In teoria, il risultato di detta operazione matematica sarebbe "amore senza fine in assoluto". Il titolo si basa inoltre su un modo di dire che indica quanto ogni amore sia alla fine un rischio.

### Esecuzioni dal vivo
Dylan ha eseguito la canzone in concerto molto di frequente sin dall'epoca della sua composizione, quasi sempre in versione acustica. Occasionalmente nel periodo 1965-1966, ma più spesso durante la tournée Rolling Thunder Revue dal 1974 al 1976 e il Never Ending Tour del 1988. Dylan eseguì la traccia anche nel corso del The Concert for Bangladesh del 1971, durante il primo dei due concerti di beneficenza organizzati da George Harrison e Ravi Shankar per aiutare i profughi del Bangladesh.

## Cover
- The Turtles sull'album It Ain't Me Babe.
- The Walker Brothers in Take It Easy with The Walker Brothers.[11][12]
- The Leaves sull'album del 1966 Hey Joe.
- Joan Baez nel 1968 in Any Day Now.[12]
- Turley Richards nel 1970.
- Judy Collins in  Judy Collins Sings Dylan... Just Like a Woman del 1993.[12]
- Eric Clapton eseguì il brano durante il 30th Anniversary Concert Celebration.[12]
- Altri artisti che hanno interpretato Love Minus Zero/No Limit includono Fleetwood Mac, Rod Stewart, Jackson Browne, Ricky Nelson, Buck Owens, Bridget St. John, Eliza Gilkyson e Les Fradkin.[12]

## Lascito ed influenza
In un sondaggio del 2005 tra i lettori della rivista specializzata Mojo, Love Minus Zero/No Limit venne indicata alla ventesima posizione tra le migliori composizioni di Bob Dylan, e un sondaggio simile indetto tra musicisti la classificò al trentaduesimo posto. Nel 2002, Uncut la classificò alla posizione numero 23 tra i migliori brani di Dylan. Il critico musicale australiano Toby Creswell incluse la canzone nel suo libro 1001 Songs: The Great Songs of All Time and the Artists, Stories and Secrets Behind Them.